# Furmaniwka (Ismajil)

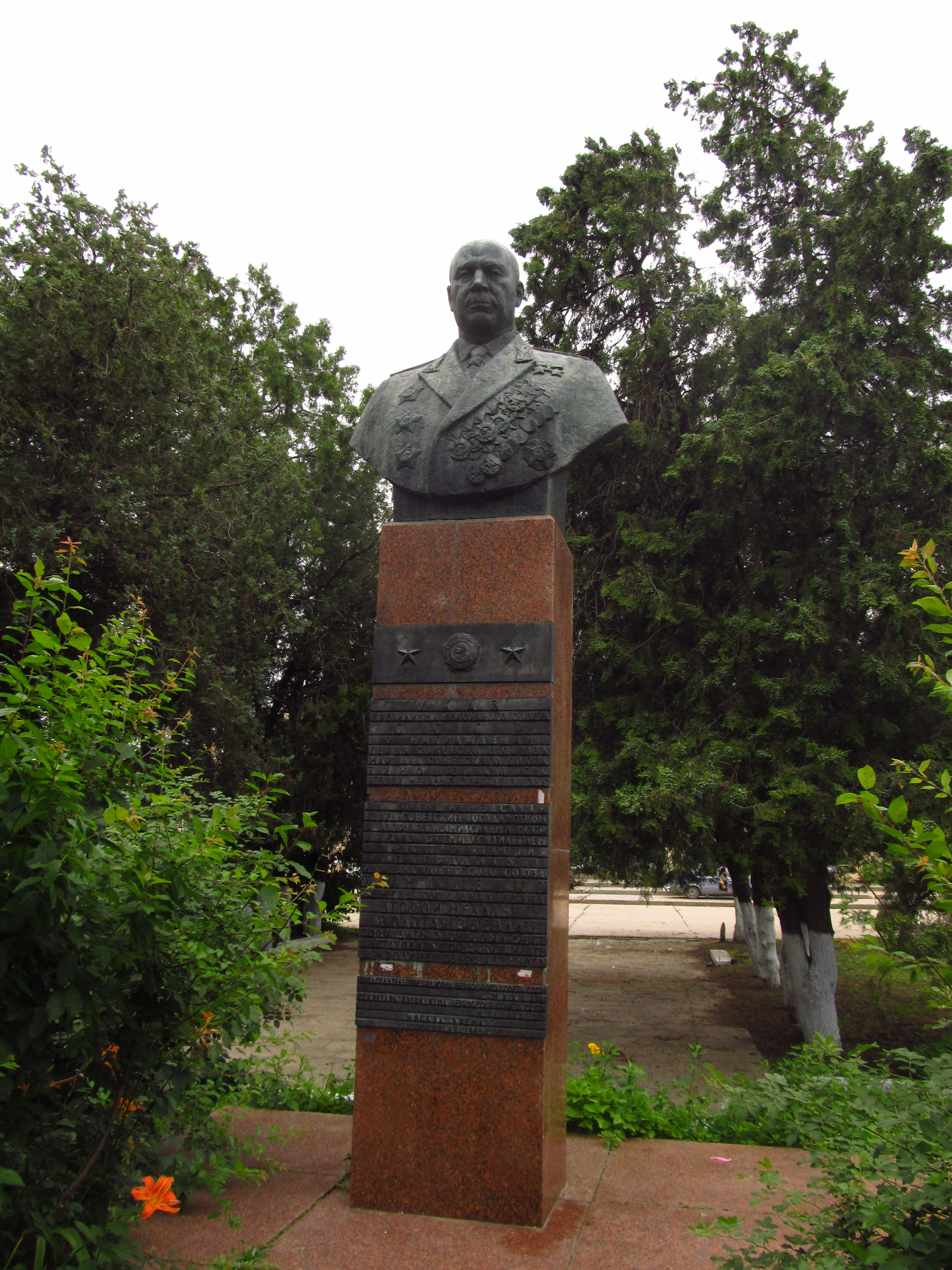
Denkmal zu Ehren Timoschenkos in Furmaniwka

Furmaniwka (ukrainisch Фурманівка; russisch Фурмановка Furmanowka, rumänisch Furmanca) ist ein Dorf im Budschak im Südwesten der Ukraine mit etwa 1400 Einwohnern (2001).
Das 1760 gegründete und bis 1940 unter dem Namen Orman (ukr. Орман) bekannte, bis 1954 Furmanka (ukr. Фурманка) genannte Dorf liegt am Kytaj-See (ukr. Китай (озеро)) in der Oblast Odessa.
Das ehemalige Rajonzentrum Kilija liegt 24 km südlich und das Oblastzentrum Odessa liegt etwa 190 km nordöstlich des Dorfes.

## Verwaltungsgliederung
Am 12. Juni 2020 wurde das Dorf ein Teil der Stadtgemeinde Kilija; bis dahin bildete es die Landratsgemeinde Furmaniwka (Фурманівська сільська рада/Furmaniwska silska rada) im Nordwesten des Rajons Kilija.
Seit dem 17. Juli 2020 ist es ein Teil des Rajons Ismajil.

## Persönlichkeiten
- Semjon Konstantinowitsch Timoschenko (1895–1970),  Marschall der Sowjetunion und sowjetischer Verteidigungsminister kam im Dorf zur Welt.